# Justicia ivohibensis
Justicia ivohibensis är en akantusväxtart som beskrevs av Raymond Benoist. Justicia ivohibensis ingår i släktet Justicia och familjen akantusväxter. Inga underarter finns listade i Catalogue of Life.